# Buick Invitational 2006
De Buick Invitational is een golftoernooi dat onderdeel uitmaakt van de Amerikaanse PGA Tour. Het toernooi vond plaats van 23 januari tot en met 29 januari op de Torrey Pines Golf Course in La Jolla in Californië. Een ronde van 18 holes op de Torrey Pines Golf Course heeft een par van 72 slagen.

## Verslag
Onder perfecte weersomstandigheden verliep de eerste dag het best voor de Amerikaan Brandt Jobe en de Fransman Thomas Levet die beiden 65 slagen noteerden. Zij werden op slechts 1 slag gevolgd door een grote groep van negen golfers, waaronder Stuart Appleby. Het hele veld zat dicht bij elkaar, maar liefst 56 golfers zaten op vijf slagen of minder van Jobe en Levet af. Tiger Woods stond niet bij die eerste 56 golfers, hij had 71 slagen nodig.
Aan het eind van de tweede dag was alles anders en waren de verschillen vele malen groter. Brandt Jobe had twee slagen meer nodig dan de dag ervoor, terwijl Thomas Levet terugviel in het klassement met een score van 73 slagen. Jobe behield de leiding en zag Tim Clark en Jesper Parnevik volgen op twee slagen. De rest van het veld stond minimaal vier slagen achter Jobe. Tiger Woods klom op naar een gedeeld 22e plaats en had tot op dat moment zeven slagen meer nodig dan de leider.
Op de derde dag kwam het geheel weer dichter bij elkaar. Aan de kop van het klassement aan het eind van dag drie stonden 10 golfers binnen drie slagen van elkaar af. De lijst werd aangevoerd door Sergio Garcia en Rod Pampling die Brandt Jobe aflosten. Beiden gebruikten 68 slagen voor de derde ronde en stonden daarmee op een totaal van 205. Tiger Woods was inmiddels opgeklommen naar de derde plaats die hij moest delen met PGA-debutant Nathan Green. Sergio Garcia leek zijn kansen op de eerste hole al te verspelen door middel van het produceren van een dubbel bogey. Dankzij sterk putterswerk kwam hij toch nog bovendrijven.
Het toernooi kende een zeer spannend slot. Na de 18e hole op de laatste dag stonden 7 golfers binnen één slag van de leider. De leiding werd gedeeld door drie golfers, te weten José María Olazabal, Nathan Green en Tiger Woods. Deze drie heren gingen daarom ook de play-off in. In die play-off kwam de klasse van de nummer 1 van de wereld bovendrijven. Tiger Woods wist daarom het toernooi op zijn naam te schrijven.

## Ranglijst
| rang | golfer              | land             | 1  | 2  | 3  | 4  | totaal |
| ---- | ------------------- | ---------------- | -- | -- | -- | -- | ------ |
| 1    | Tiger Woods         | Verenigde Staten | 71 | 68 | 67 | 72 | 278    |
| 2    | José María Olazabal | Spanje           | 74 | 64 | 71 | 69 | 278    |
| -    | Nathan Green        | Australië        | 67 | 70 | 69 | 72 | 278    |
| 4    | Jonathan Kaye       | Verenigde Staten | 67 | 73 | 71 | 68 | 279    |
| -    | John Rollins        | Verenigde Staten | 69 | 70 | 71 | 69 | 279    |
| -    | Lucas Glover        | Verenigde Staten | 71 | 67 | 70 | 71 | 279    |
| -    | Arjun Atwal         | India            | 70 | 67 | 71 | 71 | 279    |
| 8    | Phil Mickelson      | Verenigde Staten | 71 | 67 | 69 | 73 | 280    |
| -    | Sergio Garcia       | Spanje           | 69 | 68 | 68 | 75 | 280    |
| 10   | Rod Pampling        | Australië        | 70 | 67 | 68 | 76 | 281    |
| -    | Henrik Bjørnstad    | Noorwegen        | 68 | 72 | 70 | 71 | 281    |
| -    | Tim Clark           | Zuid-Afrika      | 68 | 66 | 74 | 73 | 281    |
| -    | Jesper Parnevik     | Zweden           | 67 | 67 | 73 | 74 | 281    |
| -    | Brandt Jobe         | Verenigde Staten | 65 | 67 | 75 | 74 | 281    |